# Sint Maarten-i labdarúgó-bajnokság (első osztály)
A Sint Maarten League a Sint Maarten-i labdarúgó-bajnokságok legfelsőbb osztályának elnevezése. 1974-ben alapították és 8 csapat részvételével zajlik.

## A 2006–2007-es bajnokság résztvevői
- D&P Connection FC
- Haitian United
- Jah Rebels
- Liberation Stars
- Lucian United
- Organized Youth
- United Warlords
- Victory Boys

## Az eddigi győztesek
- 1976 : P.S.V
- 1977/2000: Nem került megrendezésre
- 2001 : Sporting Club (SM)
- 2002 : Victory Boys
- 2003 : Elmaradt
- 2004 : Juventus (SM)
- 2005 : C&D
- 2005/06 : C&D
- 2006/07 : D&P Connection FC (Philipsburg)